# 陶埃雷環礁
陶埃雷環礁（Tauere），又称泰普图阿环礁（Te Putua），是南太平洋法屬波利尼西亞的環礁，屬於土阿莫土群島的一部分，由豪镇管辖，距位於豪環礁西北85公里，直徑約7.5公里，土地面積2平方公里，潟湖面積60平方公里，2007年居民只有5人。

## 外部連結
- （页面存档备份，存于）
- Spanish voyages （页面存档备份，存于）
- Population data （页面存档备份，存于） & []
- Island names （页面存档备份，存于）
- Atoll list (in French) （页面存档备份，存于）

17°22′S 141°28′W / 17.367°S 141.467°W